# Yoshiyuki Asari
Yoshiyuki Asari (jap. 浅利 嘉之, Asari Yoshiyuki; * 12. August 1983 in der Präfektur Aomori) ist ein japanischer Biathlet.
Asari Yoshiyuki besuchte die Schule in Hirosaki in der Präfektur Aomori und trainiert in Sapporo. Der Sportsoldat der Tōki Sengi Kyōikutai (Tōsenkyō), für die er auch antritt, wird von Sakae Murota trainiert. 2002 begann der Athlet mit dem Biathlonsport. Seine ersten internationalen Rennen bestritt er 2006 im Rahmen des Biathlon-Europacups in Obertilliach. Dort wurde er in seinem ersten Sprint 76., wenig später erreichte er an selber Stelle mit 67. Plätzen in Sprintrennen seine besten Ergebnisse in der zweithöchsten Rennserie. Im weiteren Verlauf der Saison debütierte der Japaner auch im Biathlon-Weltcup. Zunächst bestritt er in Oberhof mit Shin’ya Saitō, Hidenori Isa und Tatsumi Kasahara ein erstes Staffelrennen, bei dem er die Staffel als Schlussläufer auf den 18. Platz führte. In Ruhpolding folgten zwei weitere Einsätze: mit der Staffel wurde er 16., in einem Sprint 102. Höhepunkt der Saison wurden die Winterasienspiele 2007 in Changchun. Yoshiyuki erreichte hier im Sprint einen achten Platz, wurde Elfter des Einzels und gewann mit Kasahara, Isa und Saitō im Staffelrennen hinter der chinesischen Vertretung die Silbermedaille.

## Biathlon-Weltcup-Platzierungen
Die Tabelle zeigt alle Platzierungen (je nach Austragungsjahr einschließlich Olympische Spiele und Weltmeisterschaften).
- 1.–3. Platz: Anzahl der Podiumsplatzierungen
- Top 10: Anzahl der Platzierungen unter den ersten zehn (einschließlich Podium)
- Punkteränge: Anzahl der Platzierungen innerhalb der Punkteränge (einschließlich Podium und Top 10)
- Starts: Anzahl gelaufener Rennen in der jeweiligen Disziplin
- Staffel: inklusive Mixed- und Single-Mixed-Staffeln

| Platzierung                      | Einzel | Sprint | Verfolgung | Massenstart | Staffel | Gesamt |
| -------------------------------- | ------ | ------ | ---------- | ----------- | ------- | ------ |
| 1. Platz                         |        |        |            |             |         |        |
| 2. Platz                         |        |        |            |             |         |        |
| 3. Platz                         |        |        |            |             |         |        |
| Top 10                           |        |        |            |             |         |        |
| Punkteränge                      |        |        |            |             | 2       | 2      |
| Starts                           |        | 1      |            |             | 2       | 3      |
| Stand: nach der Saison 2009/2010 |        |        |            |             |         |        |